# Lasse Kjus
Lasse Kjus (ur. 14 stycznia 1971 w Oslo) – norweski narciarz alpejski, pięciokrotny medalista olimpijski, wielokrotny medalista mistrzostw świata seniorów i juniorów oraz dwukrotny zdobywca Pucharu Świata.

## Kariera
Treningi narciarskie Lasse Kjus rozpoczął w wieku 7 lat, a jego pierwszym trenerem był Finn Aamodt, ojciec jego przyjaciela, również alpejczyka, Kjetila André Aamodta. Po raz pierwszy na arenie międzynarodowej pojawił się w 1988 roku, podczas mistrzostw świata juniorów w Madonna di Campiglio. Zajął tam szóste miejsce w supergigancie i dziewiąte miejsce w biegu zjazdowym. Na rozgrywanych rok później mistrzostwach świata juniorów w Aleyska jego najlepszym wynikiem było dziewiąte miejsce w zjeździe. Największe sukcesy w tej kategorii wiekowej osiągnął jednak na mistrzostwach świata juniorów w Zinal w 1990 roku, gdzie zdobywał medale we wszystkich konkurencjach. Norweg był tam najlepszy w gigancie, drugi w zjeździe i kombinacji oraz trzeci w slalomie i supergigancie.
W międzyczasie zadebiutował w zawodach Pucharu Świata, startując w slalomie 12 stycznia 1990 roku w Schladming, jednak nie zdobył punktów. Pierwsze pucharowe punkty wywalczył dwa dni później w tej samej miejscowości, zajmując siódme miejsce w gigancie. W sezonie 1989/1990 punktował jeszcze dwukrotnie, jednak pasował się poza czołową dziesiątką. W efekcie zajął 68. miejsce w klasyfikacji generalnej. Sezon 1990/1991 zaczął od wywalczenia pierwszego pucharowego podium w karierze, zajmując 9 sierpnia 1990 roku w Mt. Hutt drugie miejsce w gigancie. W zawodach tych przegrał tylko ze Szwedem Fredrikiem Nybergriem. W kolejnych startach jeszcze ośmiokrotnie plasował się w najlepszej dziesiątce, w tym 13 stycznia 1991 roku w Kitzbühel zajął drugie miejsce w kombinacji. W klasyfikacji generalnej zajął dziewiąte miejsce, a w klasyfikacji kombinacji był drugi za Markiem Girardellim z Luksemburga. Na przełomie stycznia i lutego 1991 roku wystąpił na mistrzostwach świata w Saalbach-Hinterglemm, zajmując między innymi dziesiąte miejsce w slalomie.
Jeszcze w 1991 roku Kjus odniósł kontuzję na treningu, podczas którego naderwał mięsień naramienny i uszkodził nerw pachowy. By odzyskać sprawność lewego ramienia trenował inne mięśnie i do rywalizacji sportowej powrócił pod koniec stycznia 1992 roku. Kilkukrotnie wystąpił w zawodach Pucharu Świata w sezonie 1991/1992, najlepszy wynik uzyskując 22 marca 1992 roku w Crans-Montana, gdzie był piąty w slalomie. W klasyfikacji generalnej zajął 60. miejsce. Znalazł się w kadrze Norwegii na igrzyska olimpijskie w Albertville w lutym 1992 roku, gdzie wystąpił tylko w gigancie, jednak nie ukończył rywalizacji. Na podium zawodów pucharowych wrócił 20 grudnia 1992 roku w Kranjskiej Gorze, gdzie był drugi w gigancie. W tym samym sezonie na podium stanął jeszcze jeden raz: 19 stycznia 1993 roku w Veysonnaz, gdzie w gigancie był trzeci. Ostatecznie w klasyfikacji generalnej był dwunasty, a w klasyfikacji giganta zajął czwarte miejsce. Brał także udział w mistrzostwach świata w Morioce w 1993 roku, gdzie zdobył swój pierwszy medal w rywalizacji seniorów. W kombinacji okazał się najlepszy, wyprzedzając bezpośrednio Aamodta i Girardellego. Po zjeździe Kjus zajmował dopiero dwunaste miejsce, jednak w slalomie do kombinacji uzyskał trzeci czas, co wystarczyło do zwycięstwa, o 7,87 punktu przed Aamodtem. Na tych samych mistrzostwach był także dwunasty w slalomie i szesnasty w gigancie.
Najważniejszym punktem sezonu 1993/1994 były igrzyska olimpijskie w Lillehammer. Kjus osiągnął tam jeden z największych sukcesów w karierze, sięgając po złoty medal w kombinacji. Tym razem prowadził już po zjeździe, a w slalomie uzyskał siódmy wynik, co dało mu zwycięstwo o ponad sekundę nad Aamodtem i o ponad półtorej sekundy nad kolejnym Norwegiem, Haraldem Christianem Strandem Nilsenem. Był to trzeci przypadek w historii igrzysk, gdy reprezentacji jednego kraju zajęli całe podium w konkurencji narciarstwa alpejskiego (najpierw dokonali tego Austriacy w gigancie na ZIO 1956, a następnie Austriaczki w zjeździe na ZIO 1964). Na igrzyskach przed własną publicznością wystąpił także w czterech pozostałych konkurencjach, najlepszy wynik uzyskując w gigancie, który ukończył na siódmej pozycji. W zawodach pucharowych ośmiokrotnie zajmował miejsca w czołowej dziesiątce, w tym trzykrotnie stając na podium: 16 stycznia 1994 roku w Kitzbühel odniósł swoje pierwsze zwycięstwo, wygrywając kombinację, dwa tygodnie później w Chamonix był drugi w tej samej konkurencji, a 17 marca 1994 roku w Vail był drugi w supergigancie. Pozwoliło mu to zająć siódme miejsce w klasyfikacji generalnej, a w klasyfikacji kombinacji sięgnąć po pierwszą w karierze Małą Kryształową Kulę. Podobne wyniki osiągnął w kolejnym sezonie, który ukończył na szóstej pozycji. Na podium stawał: 22 stycznia w Wengen, gdzie był drugi w kombinacji, 25 lutego w Whistler, zajmując drugie miejsce w zjeździe oraz 15 marca 1995 roku w Bormio, gdzie zjazd ukończył na trzecim miejscu. W klasyfikacji zjazdu i giganta był dziewiąty, a w klasyfikacji kombinacji zajął trzecie miejsce za Girardellim i Strandem Nilsenem.
Sezon 1995/1996 przyniósł mu pierwsze w karierze zwycięstwo w klasyfikacji generalnej. Kjus aż dziesięć razy stawał na podium, odnosząc przy tym cztery zwycięstwa: 2 grudnia w Vail w supergigancie, 22 grudnia w Kranjskiej Gorze wygrał giganta, a tydzień później w Bormio oraz 6 marca 1996 roku w Kvitfjell był najlepszy w zjeździe. Oprócz zwycięstwa w klasyfikacji końcowej zajął także trzecie miejsce w klasyfikacjach giganta i supergiganta. W pierwszym przypadku wyprzedzili go tylko dwaj reprezentanci Szwajcarii: Michael von Grünigen i Urs Kälin, a w drugim uległ swemu rodakowi Atle Skårdalowi i Hansowi Knaußowi z Austrii. W lutym 1996 roku startował na mistrzostwach świata w Sierra Nevada, gdzie wywalczył srebrny medal w kombinacji. Po zjeździe do kombinacji Kjus prowadził, jednak uzyskany w slalomie dziewiąty wynik sprawił, że ostatecznie zajął drugie miejsce o 0,25 sekundy za Girardellim, a o 0,73 s przed Austriakiem Güntherem Maderem. Na tych samych mistrzostwach był też czwarty w zjedzie i gigancie, walkę o podium przegrywając odpowiednio z Francuzem Lukiem Alphandem o 0,19 s i z Michaelem von Grünigenem o 0,06 s.
Sezony 1996/1997 i 1997/1998 kończył poza czołową dziesiątką klasyfikacji generalnej. Łącznie ośmiokrotnie stawał na podium, odnosząc dwa zwycięstwa: 26 stycznia 1997 roku w Kitzbühel wygrał kombinację, a 2 marca 1997 roku w Kvitfjell był najlepszy w zjeździe. Pozwoliło mu to zająć drugie miejsce w klasyfikacji kombinacji sezonu 19967/97, w której lepszy był tylko Kjetil André Aamodt. W tym czasie Kjus przeciągle chorował. Po wizycie u lekarza okazało się, iż Norweg miał wrodzoną wadę przegrody nosowej, która wymagała operacji. Wystąpił jednak na mistrzostwach świata w Sestriere w 1997 roku, z których wrócił z trzema medalami. W gigancie, supergigancie i zjeździe zajmował tam drugie miejsce, za każdym razem za innym rywalem. Był jedynym narciarzem, który zdobył na tej imprezie trzy medale. Najbliżej zwycięstwa był w zjeździe, w którym do Bruno Kernena ze Szwajcarii stracił zaledwie 0,07 sekundy. Norweg brał także udział w rozgrywanych rok później igrzyskach olimpijskich w Nagano, rozpoczynając starty od zdobycia srebrnego medalu w zjeździe. W zawodach tych rozdzielił na podium Francuza Jean-Luca Crétiera i Austriaka Hannesa Trinkla. Tego samego dnia wystąpił w kombinacji, zdobywając kolejny srebrny medal. Został tym samym pierwszym w historii alpejczykiem, który zdobył dwa medale olimpijskie jednego dnia. Norweg uzyskał drugi wynik i w zjeździe i w slalomie do kombinacji, plasując się ostatecznie między Austriakami Mario Reiterem i Christianem Mayerem. Na tych samych igrzyskach był też ósmy w gigancie i dziewiąty w supergigancie.
Drugą w karierze i zarazem ostatnią Kryształową Kulę zdobył w sezonie 1998/1999. Jedenaście razy stawał na podium zawodów PŚ, odnosząc jednocześnie sześć zwycięstw: 12 grudnia w Val d’Isère, 18 grudnia w Val Gardena, 16 stycznia w Wengen, 22 stycznia w Kitzbühel i 10 marca 1999 roku w Sierra Nevada był najlepszy w zjeździe, a 17 stycznia w Wengen zwyciężył również w kombinacji. Oprócz zwycięstwa w klasyfikacji generalnej wygrał również klasyfikacje zjazdu i kombinacji, a w klasyfikacji supergiganta był siódmy. W lutym 1999 roku wystąpił na mistrzostwach świata w Vail. Kjus wygrał tam rywalizację w gigancie i supergigancie, a w slalomie, zjeździe i kombinacji zajmował drugie miejsce. Został tym samym pierwszym alpejczykiem w historii, który zdobył medale we wszystkich pięciu konkurencjach podczas tych samych mistrzostw świata. Większość sezonu 1999/2000 jednak stracił, zmagając się z problemami z oddychaniem. Wystąpił w zaledwie kilku zawodach Pucharu Świata, najlepszy wynik osiągając 28 listopada 1999 roku w Vail, gdzie był trzeci w supergigancie. W klasyfikacji generalnej zajął 53. miejsce.
Do pełni formy wrócił w sezonie 2000/2001, który ukończył na trzecim miejscu. W klasyfikacji generalnej wyprzedzili go jedynie Austriacy Hermann Maier i Stephan Eberharter. Sześciokrotnie stawał na podium, przy czym 21 stycznia 2001 roku w Kitzbühel był najlepszy w kombinacji. Był też drugi w gigancie 17 listopada w Park City, supergigancie 26 listopada w Lake Louise i zjeździe 2 grudnia w Vail oraz trzeci w zjeździe 25 listopada w Lake Louise i 2 marca w Kvitfjell. Dało mu to zwycięstwo w klasyfikacji kombinacji i piąte miejsce w zjeździe. Mistrzostwa świata w Sankt Anton w 2001 roku były pierwszą imprezą międzynarodową od jedenastu lat, z której wrócił bez medalu. Najlepszy wynik osiągnął tam w supergigancie, który ukończył na czwartej pozycji. W walce o brązowy medal lepszy o 0,04 sekundy okazał się Hermann Maier. Na rozgrywanych rok później igrzyskach olimpijskich w Salt Lake City na podium stanął już w pierwszym starcie. W biegu zjazdowym zajął drugie miejsce, rozdzielając Austriaków: Fritza Strobla i Stephana Eberhartera. Na tych samych igrzyskach wywalczył także brązowy medal w gigancie, plasując się za Eberharterem i Bode Millerem z USA. W zawodach pucharowych prezentował się nieco słabiej niż rok wcześniej; w klasyfikacji generalnej sezonu 2001/2002 był szósty. Był też drugi za Aamodtem w klasyfikacji kombinacji. Na podium stawał trzy razy, jednak nie odniósł zwycięstwa.
Ostatni medal w karierze Kjus wywalczył podczas mistrzostw świata w Sankt Moritz w 2003 roku, gdzie zdobył srebro w kombinacji. Po zjeździe Norweg znajdował się na prowadzeniu, jednak w slalomie do kombinacji uzyskał dopiero czternasty rezultat, co pozwoliło sięgnąć po zwycięstwo Bode Millerowi. Amerykanin okazał się lepszy o zaledwie 0,07 sekundy. Na tych samych mistrzostwach Kjus był też między innymi dziewiąty w supergigancie. W zawodach PŚ spisywał się jednak słabo, zajmując przeważnie miejsca w drugiej i trzeciej dziesiątce. Na podium stanął tylko dwa razy: 19 stycznia w Wengen był trzeci w kombinacji, a 13 marca 2003 roku w Lillehammer był drugi w supergigancie. W klasyfikacji generalnej dało mu to 31. miejsce. Na kolejne pucharowe zwycięstwo musiał zaczekać do 19 grudnia 2003 roku, kiedy w Val Gardena był najlepszy w supergigancie. W pozostałych zawodach sezonu 2003/2004 jeszcze cztery razy plasował się w najlepszej trójce, w tym 22 stycznia 2004 roku w Kitzbühel wygrał bieg zjazdowy. W klasyfikacji generalnej był tym razem ósmy, a w klasyfikacji kombinacji zajął trzecie miejsce za Millerem i Austriakiem Benjaminem Raichem.
W lutym 2005 roku wystartował na mistrzostwach świata w Bormio, jednak nie zdobył medalu. Najlepszy wynik osiągnął w kombinacji, którą ukończył na szóstej pozycji. W Pucharze Świata czterokrotnie stawał na podium: 4 grudnia w Beaver Creek był najlepszy, a 12 grudnia w Val d’Isère drugi w gigancie, 14 stycznia w Wengen zajął drugie miejsce w kombinacji, a 10 marca 2005 roku w Lenzerheide wygrał bieg zjazdowy. Zwycięstwo w Lenzerheide było jego ostatnim pucharowym podium. Sezon 2004/2005 zakończył na siódmej pozycji w klasyfikacji generalnej i drugiej w klasyfikacji kombinacji. Startował także w sezonie 2005/2006, jednak jego najlepszym wynikiem było piąte miejsce w supergigancie wywalczone 29 stycznia 2006 roku w Garmisch-Partenkirchen. Przeważnie jednak plasował się w drugiej lub trzeciej dziesiątce, w efekcie zajął 43. miejsce w klasyfikacji generalnej. Brał także udział w igrzyskach olimpijskich w Turynie w 2006 roku, zajmując czternaste miejsce w zjeździe i supergigancie oraz osiemnaste w gigancie. W marcu 2006 roku zakończył karierę.
W 1999 roku otrzymał tytuł norweskiego sportowca roku. Wielokrotnie zdobywał tytuł mistrza Norwegii: w slalomie w 1992 roku, w zjeździe i kombinacji w 1995 roku oraz w supergigancie w latach 1996, 1998 i 2005. W 2008 roku na krótko powrócił do narciarstwa, zdobywając srebrny medal w zjeździe na mistrzostwach kraju.
Po zakończeniu kariery założył firmę produkującą odzież sportową. W 2012 roku Norweg sprzedał prawa do marki Kjus szwajcarskiej firmie LK Internatonal za 56 mln koron norweskich.

## Osiągnięcia

### Igrzyska olimpijskie
| Miejsce | Dzień     | Rok  | Miejscowość    | Konkurencja | Czas biegu | Strata | Zwycięzca            |
| ------- | --------- | ---- | -------------- | ----------- | ---------- | ------ | -------------------- |
| DNF     | 18 lutego | 1992 | Albertville    | Gigant      | 2:06,98    | -      | Alberto Tomba        |
| 18.     | 13 lutego | 1994 | Lillehammer    | Zjazd       | 1:45,75    | +1,09  | Tommy Moe            |
| 1.      | 15 lutego | 1994 | Lillehammer    | Kombinacja  | 3:17,53    | -      | -                    |
| 12.     | 17 lutego | 1994 | Lillehammer    | Supergigant | 1:32,53    | +1,49  | Markus Wasmeier      |
| 7.      | 23 lutego | 1994 | Lillehammer    | Gigant      | 2:52,46    | +0,77  | Markus Wasmeier      |
| DNF     | 27 lutego | 1994 | Lillehammer    | Slalom      | 2:02,02    | –      | Thomas Stangassinger |
| 2.      | 12 lutego | 1998 | Nagano         | Kombinacja  | 3:08,06    | +0,59  | Mario Reiter         |
| 2.      | 13 lutego | 1998 | Nagano         | Zjazd       | 1:50,11    | +0,40  | Jean-Luc Crétier     |
| 9.      | 16 lutego | 1998 | Nagano         | Supergigant | 1:34,82    | +1,43  | Hermann Maier        |
| 8.      | 19 lutego | 1998 | Nagano         | Gigant      | 2:38,51    | +2,14  | Hermann Maier        |
| 2.      | 10 lutego | 2002 | Salt Lake City | Zjazd       | 1:39,13    | +0,22  | Fritz Strobl         |
| 5.      | 13 lutego | 2002 | Salt Lake City | Kombinacja  | 3:17,56    | +2,24  | Kjetil André Aamodt  |
| DNF     | 16 lutego | 2002 | Salt Lake City | Supergigant | 1:21,58    | –      | Kjetil André Aamodt  |
| 3.      | 21 lutego | 2002 | Salt Lake City | Gigant      | 2:23,28    | +1,04  | Stephan Eberharter   |
| 14.     | 12 lutego | 2006 | Turyn          | Zjazd       | 1:48,80    | +1,84  | Antoine Dénériaz     |
| DNF     | 14 lutego | 2006 | Turyn          | Kombinacja  | 3:09,35    | -      | Ted Ligety           |
| 14.     | 18 lutego | 2006 | Turyn          | Supergigant | 1:30,65    | +1,14  | Kjetil André Aamodt  |
| 18.     | 20 lutego | 2006 | Turyn          | Gigant      | 2:35,00    | +4,31  | Benjamin Raich       |

### Mistrzostwa świata
| Miejsce | Dzień       | Rok  | Miejscowość   | Konkurencja | Czas biegu | Strata | Zwycięzca              |
| ------- | ----------- | ---- | ------------- | ----------- | ---------- | ------ | ---------------------- |
| 10.     | 22 stycznia | 1991 | Saalbach      | Slalom      | 1:55,38    | +3,05  | Marc Girardelli        |
| 25.     | 23 stycznia | 1991 | Saalbach      | Supergigant | 1:26,73    | +43,53 | Stephan Eberharter     |
| DNS     | 3 lutego    | 1991 | Saalbach      | Gigant      | 2:29,94    | –      | Rudolf Nierlich        |
| 1.      | 8 lutego    | 1993 | Morioka       | Kombinacja  | 34,22 pkt  | -      | -                      |
| 16.     | 10 lutego   | 1993 | Morioka       | Gigant      | 2:15,36    | +3,81  | Kjetil André Aamodt    |
| 12.     | 13 lutego   | 1993 | Morioka       | Slalom      | 1:40,33    | +1,72  | Kjetil André Aamodt    |
| 6.      | 13 lutego   | 1996 | Sierra Nevada | Supergigant | 1:21,80    | +0,77  | Atle Skårdal           |
| 4.      | 17 lutego   | 1996 | Sierra Nevada | Zjazd       | 2:00,17    | +0,47  | Patrick Ortlieb        |
| 2.      | 19 lutego   | 1996 | Sierra Nevada | Kombinacja  | 3:31,95    | +0,25  | Marc Girardelli        |
| 4.      | 23 lutego   | 1996 | Sierra Nevada | Gigant      | 1:58,63    | +0,88  | Alberto Tomba          |
| 10.     | 25 lutego   | 1996 | Sierra Nevada | Slalom      | 1:42,26    | +2,52  | Alberto Tomba          |
| 2.      | 3 lutego    | 1997 | Sestriere     | Supergigant | 1:29,68    | +0,21  | Atle Skårdal           |
| 5.      | 6 lutego    | 1997 | Sestriere     | Kombinacja  | 3:10,40    | +1,72  | Kjetil André Aamodt    |
| 2.      | 8 lutego    | 1997 | Sestriere     | Zjazd       | 1:51,11    | +0,07  | Bruno Kernen           |
| 2.      | 12 lutego   | 1997 | Sestriere     | Gigant      | 2:48,23    | +1,12  | Michael von Grünigen   |
| 1.      | 2 lutego    | 1999 | Vail          | Supergigant | 1:14,53    | -      | ex aequo Hermann Maier |
| 2.      | 6 lutego    | 1999 | Vail          | Zjazd       | 1:40,60    | +0,31  | Hermann Maier          |
| 2.      | 9 lutego    | 1999 | Vail          | Kombinacja  | 2:43,09    | +0,16  | Kjetil André Aamodt    |
| 1.      | 12 lutego   | 1999 | Vail          | Gigant      | 2:19,31    | –      | –                      |
| 2.      | 14 lutego   | 1999 | Vail          | Slalom      | 1:42,12    | +0,11  | Kalle Palander         |
| 4.      | 31 stycznia | 2001 | St. Anton     | Supergigant | 1:21,46    | +0,27  | Daron Rahlves          |
| DNF     | 5 lutego    | 2001 | St. Anton     | Kombinacja  | 2:58,25    | –      | Kjetil André Aamodt    |
| DNS     | 7 lutego    | 2001 | St. Anton     | Zjazd       | 1:38,74    | –      | Hannes Trinkl          |
| 7.      | 8 lutego    | 2001 | St. Anton     | Gigant      | 2:23,80    | +1,21  | Michael von Grünigen   |
| 9.      | 2 lutego    | 2003 | Sankt Moritz  | Supergigant | 1:38,80    | +1,24  | Stephan Eberharter     |
| 2.      | 6 lutego    | 2003 | Sankt Moritz  | Kombinacja  | 3:18,41    | +0,07  | Bode Miller            |
| 13.     | 8 lutego    | 2003 | Sankt Moritz  | Zjazd       | 1:43,54    | +1,88  | Michael Walchhofer     |
| DNS2    | 12 lutego   | 2003 | Sankt Moritz  | Gigant      | 2:45,93    | -      | Bode Miller            |
| 11.     | 29 stycznia | 2005 | Bormio        | Supergigant | 1:27,55    | +1,76  | Bode Miller            |
| 6.      | 3 lutego    | 2005 | Bormio        | Kombinacja  | 3:19,10    | +2,24  | Benjamin Raich         |
| 33.     | 5 lutego    | 2005 | Bormio        | Zjazd       | 1:56,22    | +3,87  | Bode Miller            |
| DNF1    | 9 lutego    | 2005 | Bormio        | Gigant      | 2:50,41    | –      | Hermann Maier          |

### Mistrzostwa świata juniorów
| Miejsce | Dzień       | Rok  | Miejscowość          | Konkurencja | Czas biegu | Strata | Zwycięzca           |
| ------- | ----------- | ---- | -------------------- | ----------- | ---------- | ------ | ------------------- |
| 9.      | 27 stycznia | 1988 | Madonna di Campiglio | Zjazd       | 1:33,15    | +1,27  | Kaspar Gilgenrainer |
| 6.      | 28 stycznia | 1988 | Madonna di Campiglio | Supergigant | 1:35,26    | +1,35  | Jeremy Nobis        |
| 9.      | 5 kwietnia  | 1989 | Aleyska              | Zjazd       | 1:28,93    | +1,14  | Ed Podivinsky       |
| 37.     | 6 kwietnia  | 1989 | Aleyska              | Supergigant | 1:17,59    | +4,52  | Tommy Moe           |
| 37.     | 7 kwietnia  | 1989 | Aleyska              | Gigant      | 2:17,20    | +10,60 | Jeremy Nobis        |
| 21.     | 8 kwietnia  | 1989 | Aleyska              | Slalom      | 1:39,32    | +6,20  | Sergio Bergamelli   |
| 2.      | 21 marca    | 1990 | Zinal                | Zjazd       | 1:19,42    | +0,34  | Kjetil André Aamodt |
| 3.      | 22 marca    | 1990 | Zinal                | Supergigant | 1:24,30    | +1,16  | Kjetil André Aamodt |
| 1.      | 24 marca    | 1990 | Zinal                | Gigant      | 2:20,38    | -      | -                   |
| 3.      | 25 marca    | 1990 | Zinal                | Slalom      | 1:28,15    | +0,46  | Luigi Tacchini      |
| 2.      | 25 marca    | 1990 | Zinal                | Kombinacja  | ?          | ?      | Kjetil André Aamodt |

### Puchar Świata

#### Miejsca w klasyfikacji generalnej
- sezon 1989/1990: 68.
- sezon 1990/1991: 9.
- sezon 1991/1992: 60.
- sezon 1992/1993: 12.
- sezon 1993/1994: 7.
- sezon 1994/1995: 6.
- sezon 1995/1996: 1.
- sezon 1996/1997: 13.
- sezon 1997/1998: 10.
- sezon 1998/1999: 1.
- sezon 1999/2000: 53.
- sezon 2000/2001: 3.
- sezon 2001/2002: 6.
- sezon 2002/2003: 31.
- sezon 2003/2004: 8.
- sezon 2004/2005: 7.
- sezon 2005/2006: 43.

#### Zwycięstwa w zawodach
1. Kitzbühel – 16 stycznia 1994 (kombinacja)
2. Vail – 2 grudnia 1995 (supergigant)
3. Kranjska Gora – 21 grudnia 1995 (gigant)
4. Bormio – 29 grudnia 1995 (zjazd)
5. Kvitfjell – 6 marca 1996 (zjazd)
6. Kitzbühel – 26 stycznia 1997 (kombinacja)
7. Kvitfjell – 2 marca 1997 (zjazd)
8. Val d’Isère – 12 grudnia 1998 (zjazd)
9. Val Gardena – 18 grudnia 1998 (zjazd)
10. Wengen – 16 stycznia 1999 (zjazd)
11. Wengen – 17 stycznia 1999 (kombinacja)
12. Kitzbühel – 22 stycznia 1999 (zjazd)
13. Sierra Nevada – 10 marca 1999 (zjazd)
14. Kitzbühel – 21 stycznia 2001 (kombinacja)
15. Val Gardena – 19 grudnia 2003 (supergigant)
16. Kitzbühel – 22 stycznia 2004 (zjazd)
17. Beaver Creek – 4 grudnia 2004 (gigant)
18. Lenzerheide – 10 marca 2005 (zjazd)

- 18 zwycięstw (10 zjazdów, 4 kombinacje, 2 giganty i 2 supergiganty)

#### Pozostałe miejsca na podium
1. Mt. Hutt – 9 sierpnia 1990 (gigant) – 2. miejsce
2. Kitzbühel – 13 stycznia 1991 (kombinacja) – 2. miejsce
3. Kranjska Gora – 20 grudnia 1992 (gigant) – 2. miejsce
4. Veysonnaz – 19 stycznia 1993 (gigant) – 3. miejsce
5. Chamonix – 30 stycznia 1994 (kombinacja) – 2. miejsce
6. Vail – 17 marca 1994 (supergigant) – 2. miejsce
7. Wengen – 11 stycznia 1995 (kombinacja) – 2. miejsce
8. Whistler – 25 lutego 1995 (zjazd) – 2. miejsce
9. Bormio – 15 marca 1995 (zjazd) – 3. miejsce
10. Tignes – 12 listopada 1995 (gigant) – 2. miejsce
11. Vail – 17 listopada 1995 (gigant) – 2. miejsce
12. Park City – 25 listopada 1995 (gigant) – 2. miejsce
13. Vail – 1 grudnia 1995 (zjazd) – 2. miejsce
14. Val d’Isère – 10 grudnia 1995 (supergigant) – 2. miejsce
15. Kvitfjell – 7 marca 1996 (supergigant) – 3. miejsce
16. Garmisch-Partenkirchen – 23 lutego 1997 (supergigant) – 3. miejsce
17. Kvitfjell – 2 marca 1997 (supergigant) – 3. miejsce
18. Beaver Creek – 4 grudnia 1997 (zjazd) – 3. miejsce
19. Bormio – 30 grudnia 1997 (zjazd) – 3. miejsce
20. Garmisch-Partenkirchen – 1 lutego 1998 (supergigant) – 3. miejsce
21. Kvitfjell – 7 marca 1998 (zjazd) – 3. miejsce
22. Val d’Isère – 13 grudnia 1998 (supergigant) – 3. miejsce
23. Val Gardena – 19 grudnia 1998 (zjazd) – 2. miejsce
24. Wengen – 17 stycznia 1999 (slalom) – 3. miejsce
25. Kitzbühel – 24 stycznia 1999 (kombinacja) – 2. miejsce
26. Kvitfjell – 6 marca 1999 (zjazd) – 2. miejsce
27. Vail – 28 listopada 1999 (supergigant) – 3. miejsce
28. Park City – 17 listopada 2000 (gigant) – 2. miejsce
29. Lake Louise – 25 listopada 2000 (zjazd) – 3. miejsce
30. Lake Louise – 26 listopada 2000 (supergigant) – 2. miejsce
31. Vail – 2 grudnia 2000 (zjazd) – 2. miejsce
32. Kvitfjell – 2 marca 2001 (zjazd) – 3. miejsce
33. Val Gardena – 14 grudnia 2001 (zjazd) – 2. miejsce
34. Wengen – 13 stycznia 2002 (kombinacja) – 3. miejsce
35. Kitzbühel – 20 stycznia 2002 (kombinacja) – 2. miejsce
36. Wengen – 19 stycznia 2003 (kombinacja) – 3. miejsce
37. Lillehammer – 13 marca 2003 (supergigant) – 2. miejsce
38. Chamonix – 10 stycznia 2004 (zjazd) – 2. miejsce
39. Chamonix – 11 stycznia 2004 (kombinacja) – 3. miejsce
40. Kitzbühel – 25 stycznia 2004 (kombinacja) – 3. miejsce
41. Val d’Isère – 12 grudnia 2004 (gigant) – 2. miejsce
42. Wengen – 14 stycznia 2005 (kombinacja) – 2. miejsce